# Stictotarsus aequinoctialis
Stictotarsus aequinoctialis är en skalbaggsart som först beskrevs av Clark 1862.  Stictotarsus aequinoctialis ingår i släktet Stictotarsus och familjen dykare. Inga underarter finns listade i Catalogue of Life.